# Festival du cinéma américain de Deauville 1998
Le Festival du cinéma américain de Deauville 1998, la 24e édition du festival, s'est déroulé du 4 au 13 septembre 1998.

## Jury

### Jury de la sélection officielle
- Jean-Paul Rappeneau (Président du Jury)
- Russell Banks
- Maurice Bernart
- Alessandro Gassmann
- Sandrine Kiberlain
- Virginie Ledoyen
- Michèle Pétin
- Ewan McGregor
- Liam Neeson
- Éric Serra
- Christian Vincent

## Sélection

### Film d'ouverture
- Il faut sauver le soldat Ryan de Steven Spielberg

### En Compétition
- Et plus si affinités de Brad Anderson
- High Art de Lisa Cholodenko
- Ni Dieux ni Démons de Bill Condon
- Pi de Darren Aronofsky
- Very Bad Things de Peter Berg
- Billy's Hollywood Screen Kiss de Tommy O'Haver
- Sue perdue dans Manhattan d'Amos Kollek
- Sexe et autres complications de Don Roos
- Sonia Horowitz, l'insoumise de Boaz Yakin
- Buffalo '66 de Vincent Gallo

### Hors Compétition
- La fille d'un soldat ne pleure jamais (A Soldier's Daughter Never Cries) de James Ivory
- Les Joueurs de John Dahl
- Les Misérables de Bille August
- Hors d'atteinte de Steven Soderbergh
- L'Objet de mon affection de Nicholas Hytner
- Mary à tout prix de Peter et Bobby Farrelly
- Le Masque de Zorro de Martin Campbell
- Il faut sauver le soldat Ryan de Steven Spielberg
- Small Soldiers de Joe Dante
- The Truman Show de Peter Weir
- Meurtre parfait d'Andrew Davis
- La Belle et la Bête 2 d'Andy Knight

### Panorama
- Par amour de Sean Smith et Anthony Stark
- Phoenix Arizona de Chris Eyre
- Casses en tous genres de John Hamburg
- Happiness de Todd Solondz
- Slam de Marc Levin
- Lulu on the Bridge de Paul Auster
- Les Taudis de Beverly Hills de Tamara Jenkins
- Kurt and Courtney de Nick Broomfield
- Entre amis & voisins de Neil LaBute
- Men with Guns de John Sayles
- Independent's Day de Marina Zenovich

### Hommages
- Michael Douglas
- George Gershwin
- Harvey Weinstein
- Bob Weinstein

## Palmarès
| Prix                               | Lauréat                               |
| ---------------------------------- | ------------------------------------- |
| Grand prix                         | Et plus si affinités de Brad Anderson |
| Prix du jury                       | High Art de Lisa Cholodenko           |
| Prix de la critique internationale | Ni Dieux ni Démons de Bill Condon     |
| Prix du public                     | Et plus si affinités de Brad Anderson |
| Prix Michel-d'Ornano               | Louise (take 2) de Siegfried          |